# Bão Molave (2020)
Bão Molave, tại Philippines có tên là Bão Quinta và được Việt Nam định danh là bão số 9 năm 2020 là một cơn xoáy thuận nhiệt đới mạnh ảnh hưởng đến Philippines và Việt Nam vào năm 2020, trở thành cơn bão mạnh nhất tại Việt Nam kể từ Bão Damrey năm 2017. Là cơn bão thứ 18 được đặt tên và là cơn bão cuồng phong thứ 8 của mùa bão Tây Bắc Thái Bình Dương 2020, Molave bắt nguồn từ một áp thấp nhiệt đới hình thành vào ngày 23 tháng 10 phía đông Palau. Vào lúc 15:00 UTC ngày hôm sau, vùng áp thấp mạnh lên thành Bão nhiệt đới Molave và di chuyển theo hướng Tây Bắc. Molave sớm mạnh lên cấp bão cuồng phong vào ngày 25 tháng 10, ngay trước khi đổ bộ vào Đảo San Miguel ở Albay, và sau đó là tại Malinao, San Andres, Torrijos và Pola. Molave đạt cường độ mạnh nhất vào ngày 27 tháng 10 trước khi suy yếu trở lại khi tiến gần Việt Nam. Cơn bão đổ bộ Việt Nam vào ngày 28 tháng 10, và suy yếu nhanh chóng khi tiến sâu hơn vào bán đảo Đông Dương. Molave sau đó tan biến vào ngày 30 tháng 10 trên lãnh thổ của Myanmar. Ngoài ra, bão còn trùng vào thời điểm diễn ra đợt lũ lụt miền Trung Việt Nam năm 2020.

## Lịch sử khí tượng
Vào ngày 23 tháng 10, JMA bắt đầu theo dõi một áp thấp nhiệt đới cách Palau khoảng 190 hải lý (350 km) về phía bắc. Cùng ngày, PAGASA đã áp dụng theo khi hệ thống bão được hình thành bên trong Khu vực trách nhiệm của Philippines, phía đông Mindanao, và đặt tên cho hệ thống là Quinta. Vào ngày hôm sau, JTWC cũng công nhận hệ thống này là một áp thấp nhiệt đới. Vào lúc 15:00 cùng ngày, JTWC đã nâng hệ thống này lên bão nhiệt đới, trong đó JMA và PAGASA cũng làm điều tương tự cách nhau vài giờ. Với tư cách là một cơn bão nhiệt đới, hệ thống được JMA đặt tên là Molave. Ngày hôm sau, PAGASA nâng hệ thống này thành một cơn bão nhiệt đới nghiêm trọng khi nó đến gần hơn Khu vực Bicol. Cuối ngày hôm đó, PAGASA sau đó đã nâng cấp Molave thành một cơn bão khi nó hướng đến Albay và Camarines Sur, khiến cho việc nâng cao cảnh báo bão nhiệt đới Tín hiệu số 3 cho cả hai và các tỉnh lân cận. JMA cũng nâng cấp hệ thống lên thành một cơn bão và JTWC theo sau đó vài giờ. JMA cũng nâng cấp hệ thống lên thành một cơn bão và JTWC theo sau đó vài giờ. Lúc 18:10 PHT (10:10 UTC), Molave đổ bộ đầu tiên lên Đảo San Miguel ở Albay, với một khu vực khác ở Malinao chỉ 40 phút sau, tiếp theo là San Andres lúc 22:30 PHT (15:30 UTC), Torrijos lúc 01:20 PHT (17:20 UTC) và Pola lúc 3:30 PHT (19:30 UTC). Molave tiến vào Biển Đông vào ngày 26 tháng 10, tiếp tục mạnh lên sau khi ra khỏi lãnh thổ. Dù nằm cách huyện Kudat 703 km về phía Tây Nam, bão vẫn ảnh hưởng đến khu vực bang Sabah của Malaysia, gây biển động mạnh và tạo những con sóng cao đến 3,5 mét ở bờ biển phía tây Sabah, bao gồm cả vùng lãnh thổ Labuan. Molave mạnh lên cấp 3 bão cuồng phong bất chấp những điều kiện không thuận lợi.

## Chuẩn bị

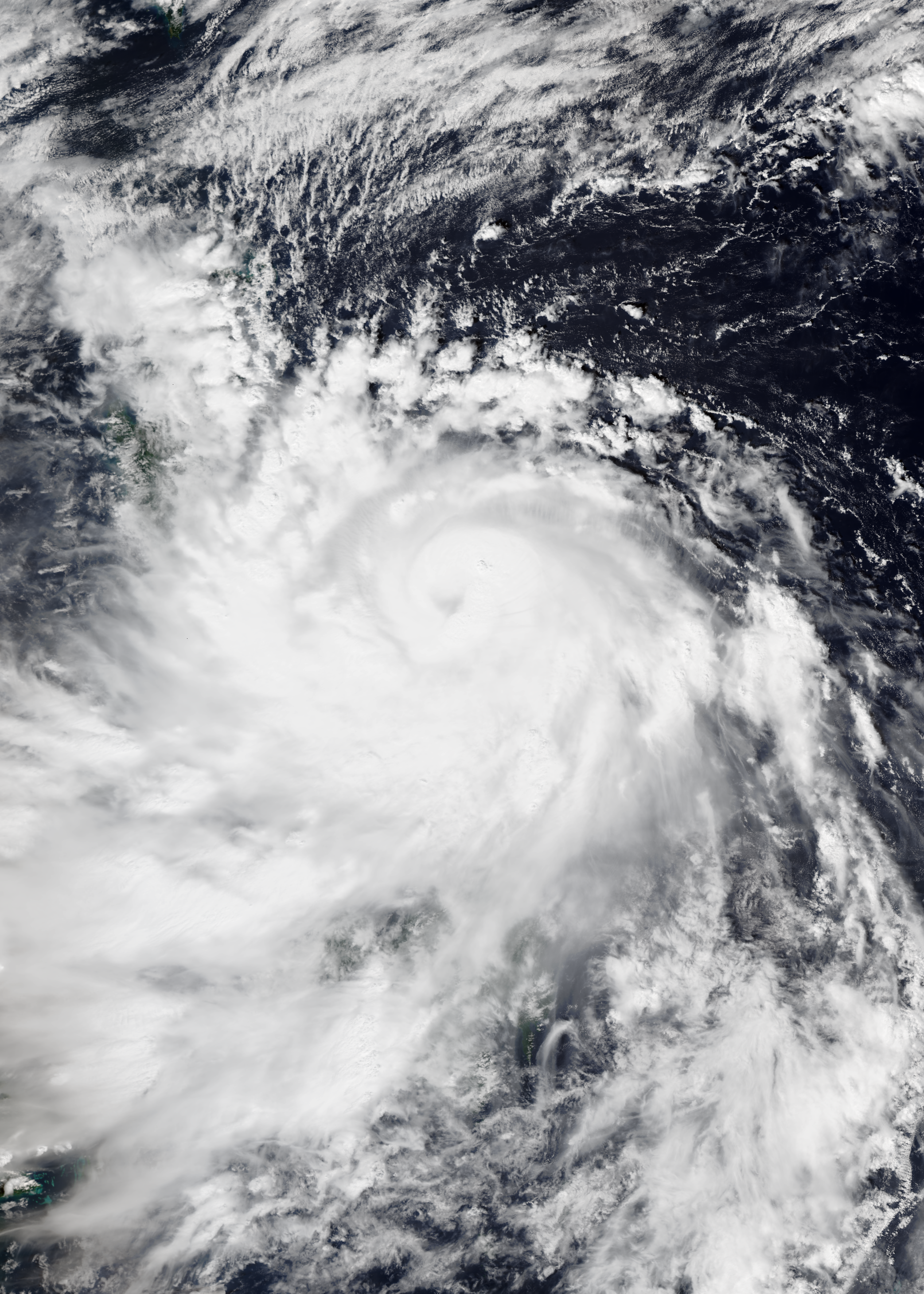
Molave ngay trước khi đổ bộ vào Philippines ngày 25 tháng 10

### Philippines
Vào ngày 24 tháng 10 năm 2020, Viện Núi lửa và Địa chấn Philippines (PHIVOLCS) đưa ra cảnh báo về các hiện tượng lahar từ các sườn kênh sông trên Núi lửa Mayon ở Vùng Bicol có thể xảy ra trong bão.
Gần 9.000 người buộc phải rời bỏ nhà cửa tại Philippines, đồng thời việc đi lại trên biển cũng bị cấm trước khi bão đổ bộ. Trận khai mạc mùa giải 2020 Giải bóng đá vô địch quốc gia Philippines (PFL) phải hoãn tới ngày 28 tháng 10 do thời tiết xấu từ bão và việc 5 cầu thủ cùng huấn luyện viên tham dự giải có kết quả dương tính với COVID-19 giữa đại dịch. Trường học và các cơ quan chính phủ phải ngừng hoạt động tại một số nơi vào ngày 26 tháng 10.

### Việt Nam
Gần 1,3 triệu người dự kiến sẽ sơ tán tại Việt Nam khi Thủ tướng Nguyễn Xuân Phúc ra lệnh cho tàu thuyền vào bờ và dặn dò chuẩn bị cho lực lượng an ninh và người dân trong khu vực. Thủ tướng cũng so sánh Molave với cơn bão Damrey của năm 2017. Hàng trăm chuyến bay bị hủy, các trường học bị buộc phải đóng cửa. Chính quyền đã huy động khoảng 250.000 lính và 2.300 phương tiện dành cho công tác tìm kiếm cứu nạn. Lực lượng quân đội đã tham gia hỗ trợ đưa những người cao tuổi đến nơi sơ tán và hướng dẫn tàu thuyền trên biển. Một số còn hỗ trợ người dân gia cố nhà cửa. Vào ngày 27 tháng 10, Ủy ban Nhân dân Thành phố Đà Nẵng yêu cầu người dân không ra khỏi nhà sau 20:00 cùng ngày, đồng thời đề nghị toàn bộ công chức và người lao động không đi làm vào ngày hôm sau, cùng với nhiều biện pháp khác để ứng phó bão.

## Ảnh hưởng và hậu quả

### Philippines

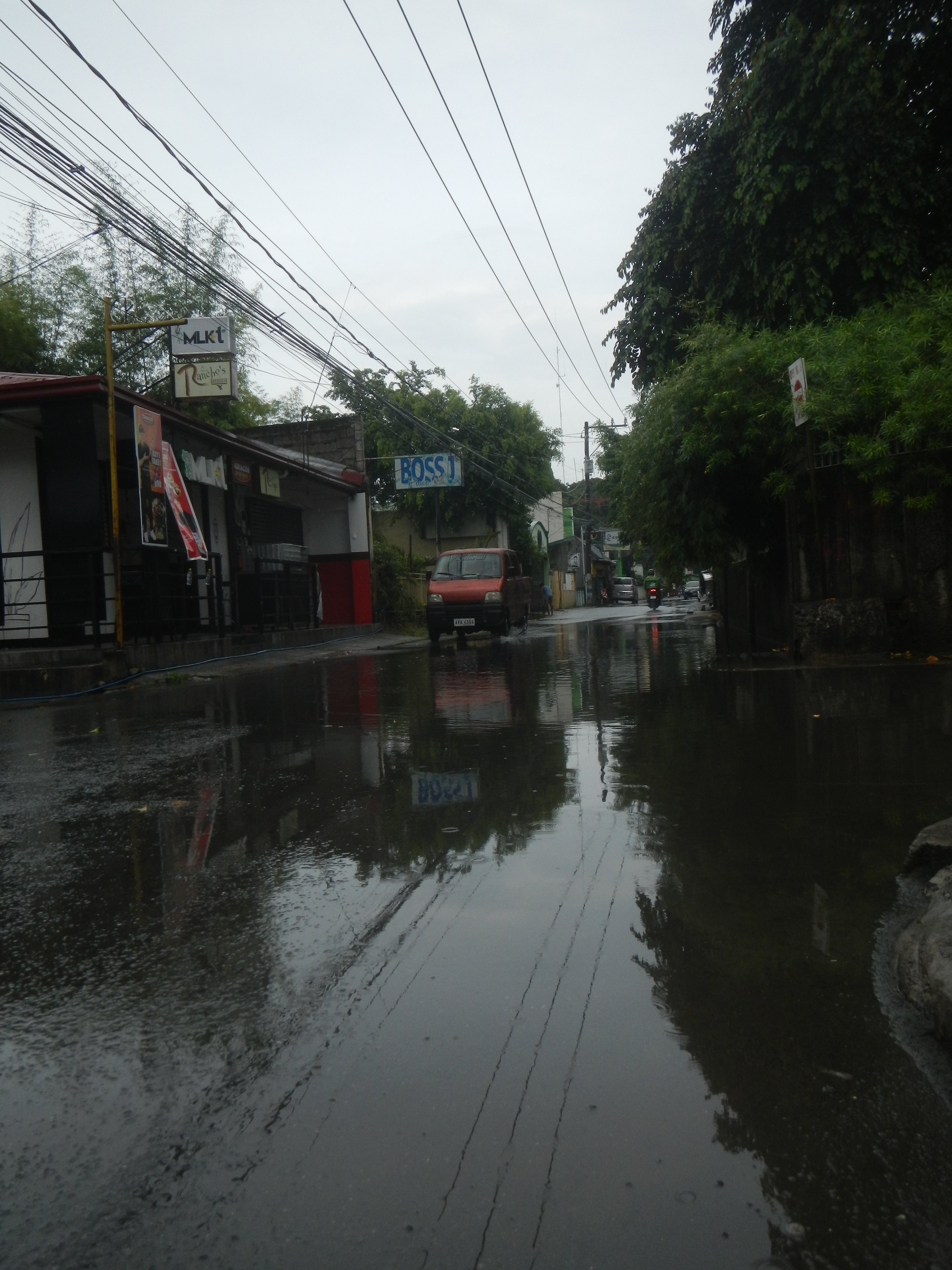
Ngập đường do bão Molave tại Baliuag, Bulacan

Bão Molave tiến vào đất liền Philippines vào ngày 25 tháng 10 với sức gió duy trì tối đa ở mức 80 mph (130 km/h). Hội đồng Giảm thiểu và Quản lý Rủi ro Thiên tai Quốc gia Philippines (NDRRMC) nhận được nhiều báo cáo về hư hại đường sá, cầu cống, lũ lụt và lở đất vào cùng ngày. Một vài ngôi làng và trang trại trong vùng đã bị ngập, nhiều cây cối và đường dây điện bị đổ ngã gây ra tình trạng mất điện tại Albay, Sorsogon, Batangas và Cavite. 120.000 người phải sơ tán và hơn 1.800 công nhân bị kẹt tại các cảng. Thành phố Batangas phải tuyên bố tình trạng thiên tai vào ngày 27 tháng 10, do "sự tàn phá rộng khắp và thiệt hại đáng kể" mà bão gây ra.
Một chiếc thuyền ngoài khơi tỉnh Batangas bị chìm và 7 ngư dân đã được giải cứu, trong khi 12 ngư dân trên một chiếc thuyền khác bị mất tích gần Catanduanes. Tình trạng lũ lụt do Bão Saudel tại Quezon chỉ vào ngày trước ngay lập tức trở nên trầm trọng hơn sau bão Molave. Molave cũng ảnh hưởng tới những vùng vẫn còn đang tái thiết sau Bão Kammuri (Tisoy) một năm trước, khiến người dân buộc phải quay lại các khu sơ tán. Chính phủ Philippines phải đưa ra gói cứu trợ thảm họa sau bão, cung cấp ₱890,5 triệu lương thực và các vật dụng khác tới những nơi bị ảnh hưởng.
Báo cáo của NDRRMC cho biết tính đến ngày 9 tháng 11, có 27 người thiệt mạng, 40 người bị thương và bốn người mất tích sau cơn bão. Thiệt hại về cơ sở hạ tầng và nông nghiệp lần lượt là 1,56 tỷ peso (32,2 triệu USD) và 2,66 tỷ peso (54,9 triệu USD), với tổng thiệt hại là 4,22 tỷ peso (87,1 triệu USD) trên toàn quốc.

### Việt Nam

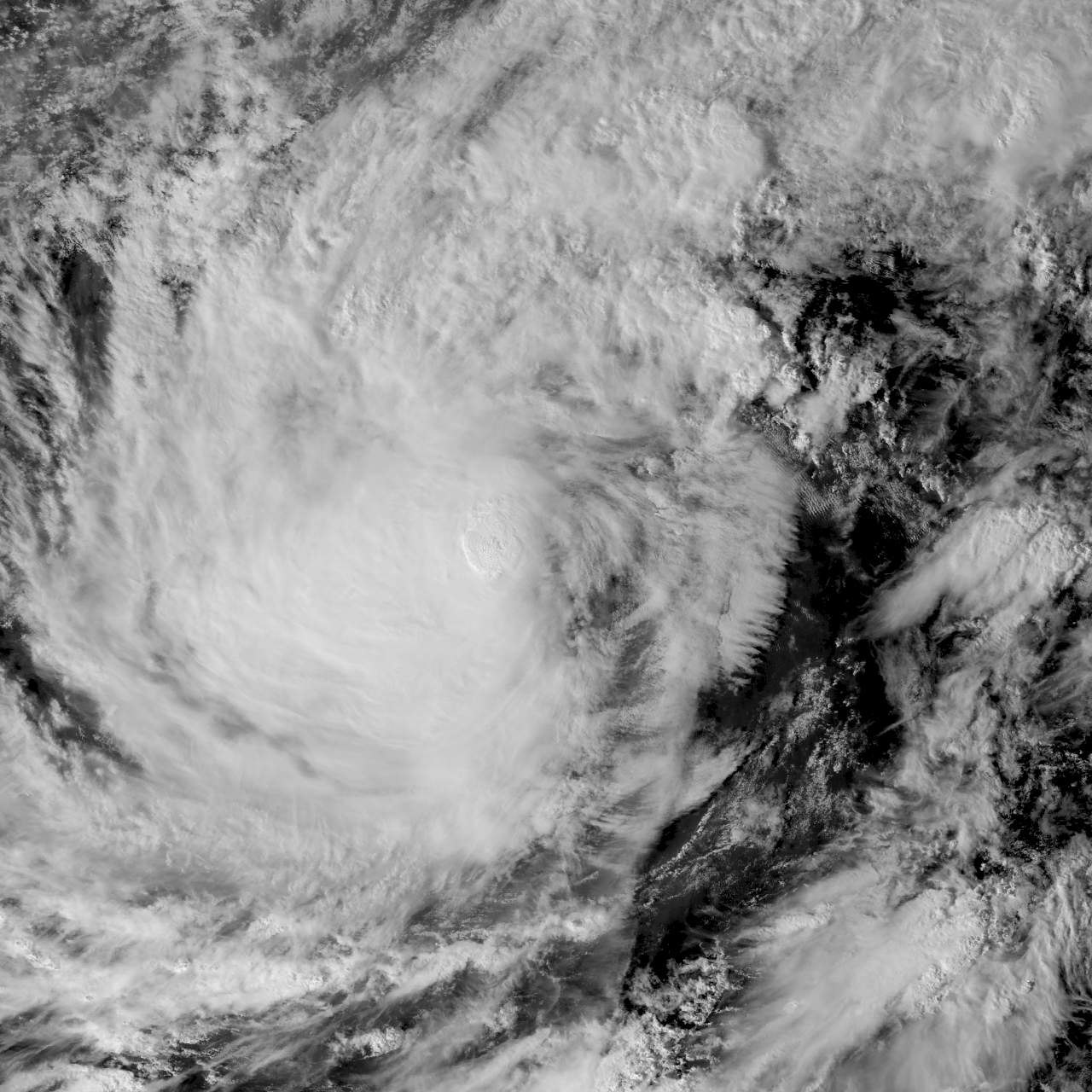
Ảnh vệ tinh cơn bão Molave lúc 14:30 (GMT+7) sau khoảng vài giờ đổ bộ vào đất liền Việt Nam

Ngày 28 tháng 10, bão khiến hai tàu cá Việt Nam trên Biển Đông bị chìm. Chính quyền đã huy động lực lượng tìm kiếm 26 thuyền viên mất tích trên hai chiếc tàu này.
Molave bắt đầu ảnh hưởng tới Việt Nam vào cuối ngày 27 tháng 10. Vào sáng ngày 28 tháng 10, toàn bộ đảo Lý Sơn với 20.000 người dân bị mất điện. Trạm khí tượng đảo Lý Sơn ghi nhận sức gió duy trì tối đa 112 km/h (cấp 11), gió giật mạnh 148 km/h (cấp 13). Các cơn sóng cao tới 6 foot (1,8 m) ập vào bờ biển Việt Nam.
Molave gây ra thiệt hại rộng lớn ở miền Trung Việt Nam. Trưa ngày 28 tháng 10, bão Molave đổ bộ vào đất liền Quảng Nam- Quảng Ngãi. Sức gió duy trì tối đa 122 km/h (cấp 12), gió giật lên tới 151 km/h (cấp 14) đã được ghi nhận tại Bình Châu (Quảng Ngãi). Gió giật cấp 11-12 cũng được ghi nhận tại một vài nơi thuộc Quảng Nam-Quảng Ngãi. Molave gây mưa lớn tại miền Trung; lượng mưa trong 24 giờ tại Sơn Kỳ (Quảng Ngãi) đạt mức 470 mm (18,5 inch). Cơn bão đã khiến 2.642 ngôi nhà bị sập, tốc mái 92.356 căn, bị ngập 2.415 căn và khiến 1,7 triệu hộ mất điện. Bão Molave đã khiến 41 người chết, 42 người mất tích và 140 người bị thương. Thiệt hại kinh tế tổng cộng khoảng 13.271 tỷ đồng (573 triệu USD).

### Khu vực khác
Vào ngày 27 tháng 10, do ảnh hưởng của cơn bão Molave gây ra sóng biển, một trong những dây neo của tàu MV Dayang Topaz bị đứt khiến tàu chao đảo mất kiểm soát được và đâm vào kết cấu của một giàn khoan cách Miri 14 hải lý. Cơ quan Thực thi Hàng hải Malaysia đã hợp tác với một công ty dầu mỏ ở Brunei để tiến hành chiến dịch cứu hộ. Hai trong số 187 nhân viên trên tàu đã thiệt mạng.